# Winston (Missouri)
Winston è un villaggio degli Stati Uniti d'America, situato nello Stato del Missouri, nella contea di Daviess.